# Heather Graham
Heather Joan Graham (født 29. januar 1970 i Milwaukee, Wisconsin i USA) er en amerikansk skuespillerinde. Hun har medvirket i film som Boogie Nights (1997) og Austin Powers: The Spy Who Shagged Me (1999) og TV-serien Twin Peaks. Senere har hun spillet rollen som Mary Kelly i filmen From Hell (2001), baseret på historien om Jack the Ripper og for nylig medvirkede hun som stripperen Jade i Tømmermænd i Vegas (2009).

## Privatliv
Heather Graham har været i forhold med Chris Doyle, musikerne Jason Falkner and Adam Ant, Chris Weitz, og skuespillerne James Woods, Kyle MacLachlan, Matthew Perry, Leonardo DiCaprio, Elias Koteas, Heath Ledger, Elijah Blue, og Edward Burns, og filminstruktøren Yaniv Raz. 

## Filmografi
- Tømmermænd i Vegas (2009)
- Boogie Woogie (2009)
- ExTerminators (2009)
- Baby on Board (2009)
- Miss Conception (2008)
- Have Dreams, Will Travel (2007)
- Adrift in Manhattan (2007)
- Broken (2006)
- Gray Matters (2006)
- Bobby (2006)
- The Oh in Ohio (2006)
- Cake (2005)
- Mary (2005)
- Scrubs (2005)
- Blessed (2004)
- Hope Springs (2003)
- Anger Management (2003)
- Alien Love Triangle (2002)
- The Guru (2002)
- Killing Me Softly (2002)
- From Hell (2001)
- Sidewalks of New York (2001)
- Say It Isn't So (2001)
- Committed (2000)
- Bowfinger (1999)
- Austin Powers: The Spy Who Shagged Me (1999)
- Lost in Space (1998)
- Scream 2 (1997)
- Boogie Nights (1997)
- Two Girls and a Guy (1997)
- Nowhere (1997)
- Entertaining Angels: The Dorothy Day Story (1996)
- Swingers (1996)
- Terrified (1996)
- Kiss & Tell (1996)
- Desert Winds (1995)
- Let It Be Me (1995)
- Don't Do It (1994)
- Mrs. Parker and the Vicious Circle (1994)
- Six Degrees of Separation (1993)
- Even Cowgirls Get the Blues (1993)
- The Ballad of Little Jo (1993)
- Diggstown (1992)
- Twin Peaks: Fire Walk with Me (1992)
- Shout (1991)
- Guilty as Charged (1991)
- I Love You to Death (1990)
- Drugstore Cowboy (1989)
- Twins (1988)
- License to Drive (1988)
- Student Exchange (1987)
- Mrs. Soffel (1984)

## Fodnoter
1. 1 2  JeffBuzz (2009-05-27). "Picture Heather Graham - Celebrity Profile". The Insider. Arkiveret fra originalen 20. november 2009. Hentet 2009-06-09.
2. ↑  Stanley, Bob (2006-09-16). "Adam, always heading for a fall - Autobiography". The Times. Hentet 2009-06-09.
3. 1 2 3 4  MacKenzie, Drew (2003-05-20). "The Mirror: I hope people will remember me for more than just my rollerskating in the nude". The Daily Mirror. Hentet 2009-06-09.
4. 1 2 3  Walker-Mitchell, Donna (2009-05-31). "Time of her life - This week's Cover Story". The Sun-Herald. Hentet 2009-06-09.
5. 1 2  Fife-Yeomans, Janet (2008-10-25). "The loves of his life - Why Heath loved the company of women". Daily Telegraph. Hentet 2009-06-09.
6. ↑  Rush, George, and Joanna Molloy (2003-03-10). "Athina's Got An Eye On The Bottom Line". New York Daily News. Hentet 2009-06-09.{{cite web}}:  CS1-vedligeholdelse: Flere navne: authors list (link)